# Alfredo Ravenna
Alfredo Ravenna (in ebraico: אלפרדו שלמה ראוינה; Ferrara, 20 agosto 1899 – Roma, 8 agosto 1981) è stato un rabbino ed esegeta italiano.
È stato insegnante di molti orientalisti e biblisti italiani, nei quali ha saputo destare l'amore per la semitistica e gli studi biblici. 

## Biografia
Figlio di Aldo Ravenna e Margherita Modena fu educato in una famiglia ebraica tradizionale. Fu arruolato durante la prima guerra mondiale. Nel 1923 si laureò in chimica all'Università di Firenze; durante gli anni 1924-1927 fu assistente incaricato presso l'Università di Ferrara. 

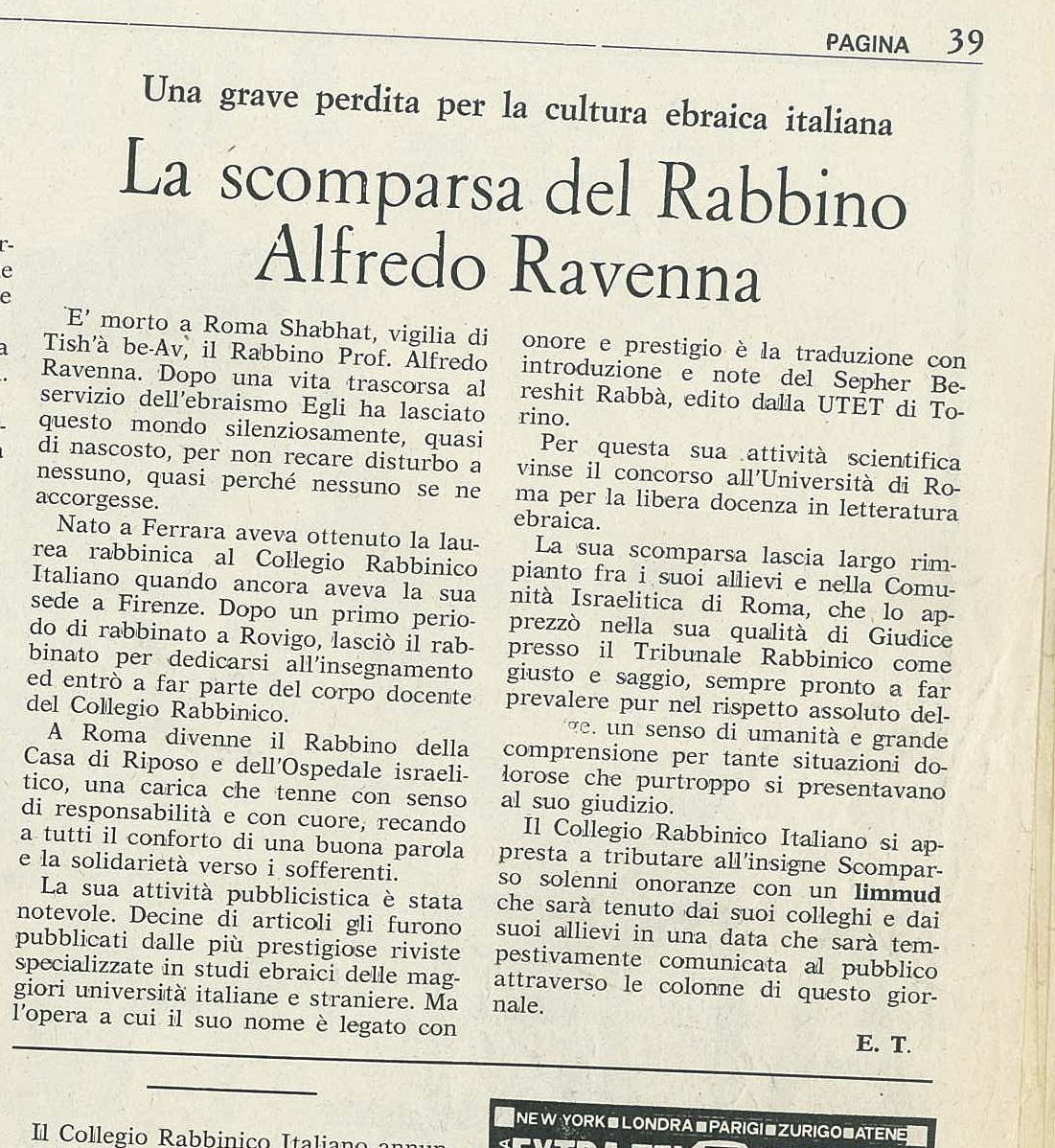
Necrologio di Rav E. Toaff per la scomparsa di Rav Alfredo Shelomò Ravenna

Nel 1931 conseguì il titolo di Maskil (titolo intermedio) al Collegio Rabbinico di Firenze e al Collegio Rabbinico Italiano di Roma nel 1939 la Laurea dottorale rabbinica (Chakham HaShalem). 
Fra il 1932 e il 1934 fu a capo della Comunità ebraica di Rovigo. Dal 1939 ha regolarmente insegnato al Collegio Rabbinico Italiano di Roma fino al 1976 e negli stessi anni è stato responsabile del "Tempio della Casa di Riposo all'Isola" Tiberina e dell'Ospedale Israelitico, nonché giudice equo e saggio del Tribunale rabbinico di Roma.
Tra il luglio e il novembre del 1944 fece parte dell'équipe guidata dal Dott. Attilio Ascarelli, che si occupò di riconoscere le salme e dare degna sepoltura alle vittime dell'eccidio delle Fosse Ardeatine.
Tra il 1946 e il 1949 curò la Comunità di San Nicandro Garganico (Provincia di Foggia), dove una parte della popolazione riunita intorno alla figura di Donato Manduzio decise di abbracciare l'ebraismo. Ravenna si occupò fra l'altro della loro definitiva conversione all'ebraismo
Tra il 1948 e il 1953 insegnò lingua ebraica alla facoltà valdese di teologia di Roma. Nel 1964 si abilitò in Lingua e letteratura ebraica presso l'Università di Roma, ove tenne corsi liberi fino alla fine degli anni '60. Si occupò di ricerche nella Biblioteca del Pontificio Istituto Biblico e fu esponente di spicco per parte ebraica nell’associazione SAE (Segretariato Attività Ecumeniche). Fra l'altro, nel corso delle sue ricerche ritrovò, nella Biblioteca Angelica, un manoscritto inedito di Azariah de Rossi: un breve trattato sulla versione siriaca del Nuovo Testamento che fu poi pubblicato nel 2005 da Joanna Weinberg.
La sua attività di studio e ricerca si è indirizzata verso l'Ebraico biblico, rabbinico e talmudico e sulla storia dell'Ebraismo italiano. La sua opera di maggior rilievo è la traduzione, prima traduzione in italiano, del grande commentario rabbinico alla Genesi, Bereshit Rabbà, dell'UTET con introduzione e note. 
Notevole la produzione di scritti e articoli pubblicati nel corso della sua vita professionale.
Sposato con Elena Ravenna (nata Scazzocchio), direttrice delle scuole elementari ebraiche dal 1928 al 1964 che, durante la dominazione nazista, si adoperò per la salvezza e l'integrità dei giovani alunni e delle strutture.

## Opere
- L'Ebraismo post-biblico, Brescia, Morcelliana, 1958.
- Sovrani sudditi di Dio, Milano, Edizioni Paoline, 1961.
- Giudici, Rut, Esdra, Neemia (trad.), in La Bibbia Concordata, Milano, Mondadori, 1968.
- Letteratura Canaanea, in Storia delle Letterature d'Oriente, I, Milano, Francesco Vallardi, 1969,  pp. 663-667.
- Letteratura ebraica post-biblica, in Storia delle Letterature d'Oriente, I, Milano, Francesco Vallardi, 1969,  pp. 671-763.
- Commento alla Genesi (Bereshit Rabbà), Introduzione, versione e note., Torino, UTET, 1978.